# Anatolij Wierbicki
Anatolij Wsiewołodowicz Wierbicki (ros. Анатолий Всеволодович Вербицкий; ur. 1926, zm. 1977) – radziecki aktor filmowy, teatralny i głosowy. Zasłużony Artysta RFSRR (1962).
Pochowany na Cmentarzu Nowodziewiczym w Moskwie.

## Wybrana filmografia
- 1954: Królewna żabka jako Iwan Carewicz